# Línea 61 (Maldonado)
La línea 61 es una línea de transporte colectivo del departamento de Maldonado, Uruguay. Une la terminal de Maldonado con la localidad de La Capuera.

## Rutas
Los siguientes recorridos son realizados por el servicio de la línea 61 durante todo el año.

### Ida
Terminal Maldonado, Av. Roosevelt, Av. Camacho, Dodera, Ventura Alegre, Los Gladiolos, Camino La Laguna, Av. Leandro Gómez, Pda. 39, Ruta 10, Ruta 93 Interbalnearia, La Capuera (recorrido interno).

### Vuelta
La Capuera (recorrido interno), Ruta 93 Interbalnearia, Ruta 10, Pda. 39, Av. Leandro Gómez, Camino La Laguna, Los Gladiolos, Ventura Alegre, Arazá, Ituzaingó, Av. Joaquín de Viana, Dr, Edye, Rincón, 3 de febrero, 18 de Julio, San José, Av. Acuña de Figueroa, Av. Roosevelt, Terminal Maldonado.